# Marliens
Marliens ist eine französische Gemeinde mit 614 Einwohnern (Stand 1. Januar 2022) im Département Côte-d’Or in der Region Bourgogne-Franche-Comté. Sie gehört zum Arrondissement Dijon und zum Kanton Genlis.
Umgeben wird die Gemeinde von Varanges im Norden, von Tart-le-Haut im Osten, von Longecourt-en-Plaine im Süden und von Thorey-en-Plaine im Westen.

## Bevölkerungsentwicklung
| Jahr                       | 1962 | 1968 | 1975 | 1982 | 1990 | 1999 | 2012 | 2019 |
| Einwohner                  | 97   | 80   | 101  | 221  | 363  | 391  | 478  | 496  |
| Quellen: Cassini und INSEE |      |      |      |      |      |      |      |      |

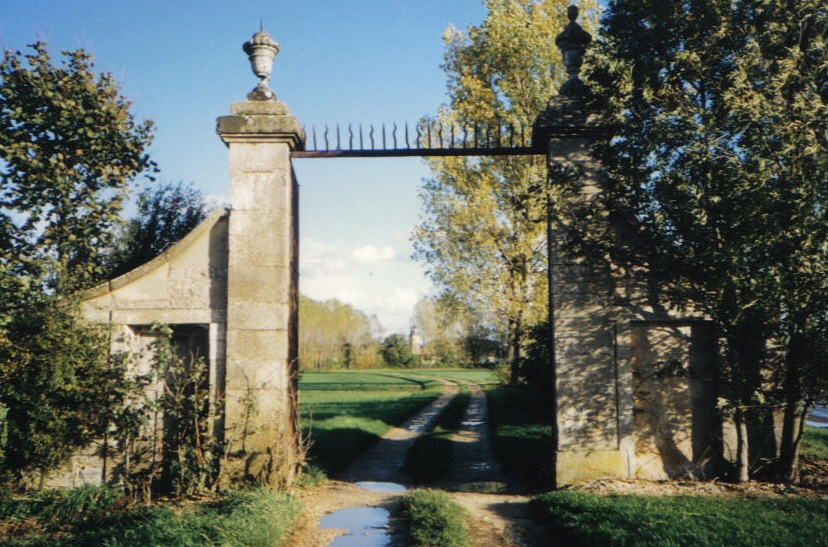
Portal des Schlosses Marliens
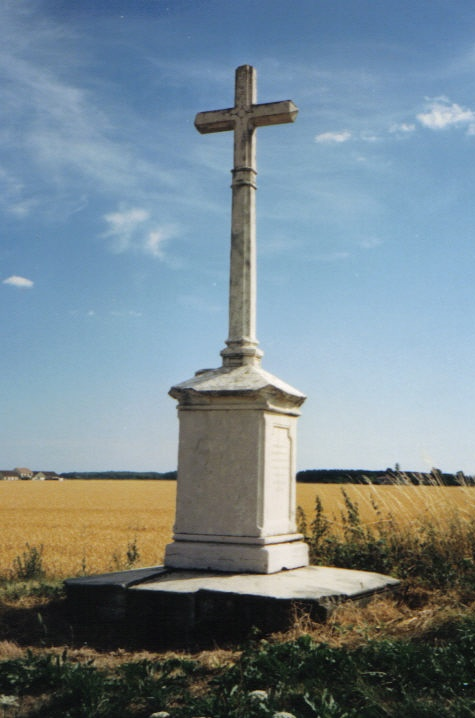
Calvaire
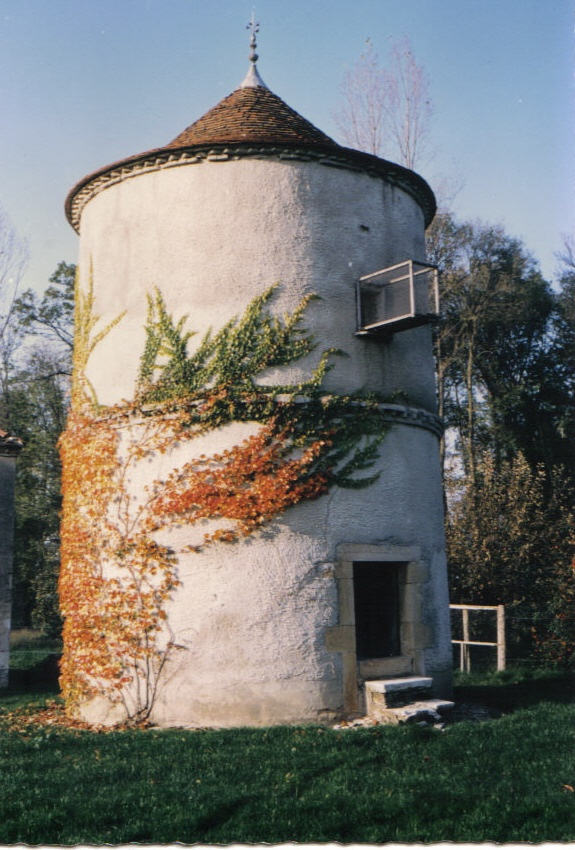
Taubenturm
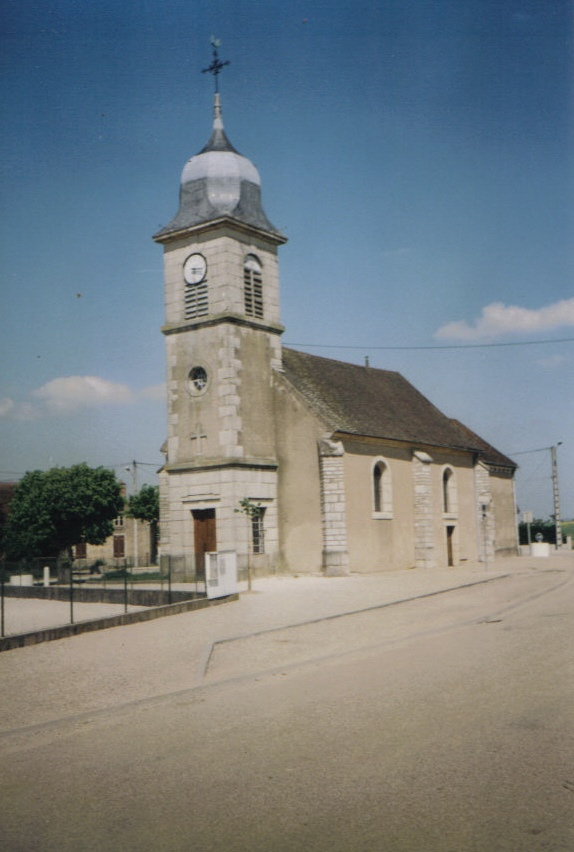
Geburts-Kirche (Église de la Nativité)
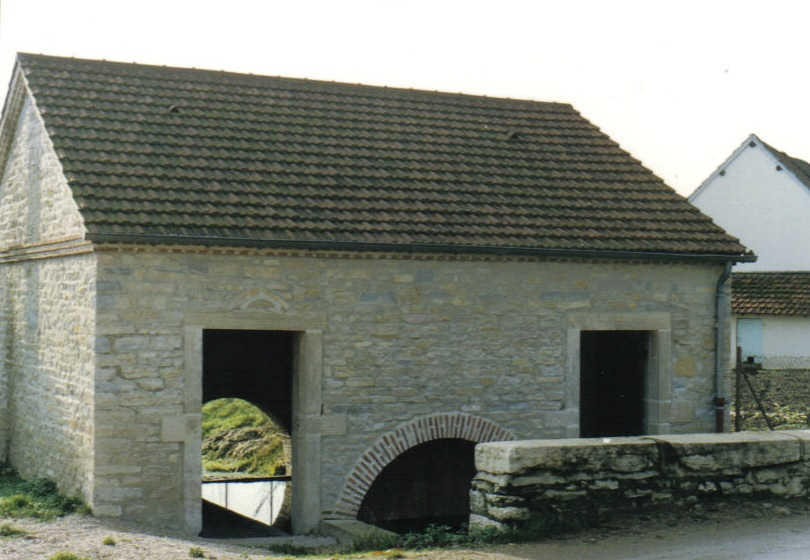
Lavoir